# Picea rubens
Picea rubens (ялина червона, англ. red spruce, фр. épinette rouge) — вид роду ялина родини соснових. Етимологія: лат. rubens — «червоний».

## Поширення, екологія
Країни проживання: Канада (Нью-Брансвік, Ньюфаундленд, Нова Шотландія, Онтаріо, Острів Принца Едуарда, Квебек); США (Коннектикут, Мен, Массачусетс, Нью-Гемпшир, Нью-Джерсі, Нью-Йорк, Північна Кароліна, Пенсильванія, Теннессі, Вермонт, Вірджинія, Західна Вірджинія). Проживає від приблизно рівня моря, на узбережжях морських провінцій Канади, до схилів гір Аппалачів (1100–1500 м над рівнем моря). У районах пн.-сх. рівнин вид росте в основному на кислих ґрунтах (pH 4–5,5) алювіального походження, в горах — на кислих, торф'яних або кам'янистих ґрунтах. Живе в районах з прохолодним, вологим океанічним кліматом, з річною кількістю опадів між 875 і 2000 мм (збільшення з висотою). Зазвичай змішується з Picea glauca чи Abies balsamea рідше з Picea mariana. Широколистяні дерева можуть бути поширеними або панівними, особливо на кращих землях.

## Опис
Це дерево в 40 м у висоту і 100 см діаметром. Крона вузько-конічна. Кора від сіро-коричневого до червонувато-коричневого кольору. Гілки горизонтального розповсюдження. Бруньки червонувато-коричневі, 5–8 мм, вершина гостра. Листя довжиною 0.8–2.5(3) см, від жовто-зеленого до темно-зеленого кольору. Насіннєві шишки довжиною 2.3–4.5(5) см. Шишки яйцюваті, блискучі, оранжево-коричневі. 2n = 24.
Найвище відоме дерево 46.33 м заввишки. У 2005 році було знайдено дерево віком 445 років в провінції Нью-Брансвік, Канада.

## Використання
Є важливим джерелом деревини серед дерев середнього розміру. Деревина має малу вагу, кремового кольору, сильна і прямошарувата. Використовується для паперової маси, будівництва, будівництво човнів, флагштоків, особливо на музичних інструментах.

## Загрози та охорона
Вид широко експлуатувався для деревини у 19 і початку 20 століть, особливо в південній частині ареалу в Аппалачах. У цей період також значно зріс вплив пожеж і розчищення лісів для ведення сільського господарства. Зовсім недавно (останні 100 років), цьому виду стали загрожувати атмосферне забруднення й кислотні опади. Проте, недавні перевірки  цього виду в США виявили, що не було ніякого істотного зниження площ зростання і що в більшості районів було розширення цих площ. Цей вид відомий з ряду національних парків та інших охоронних територій.

## Галерея

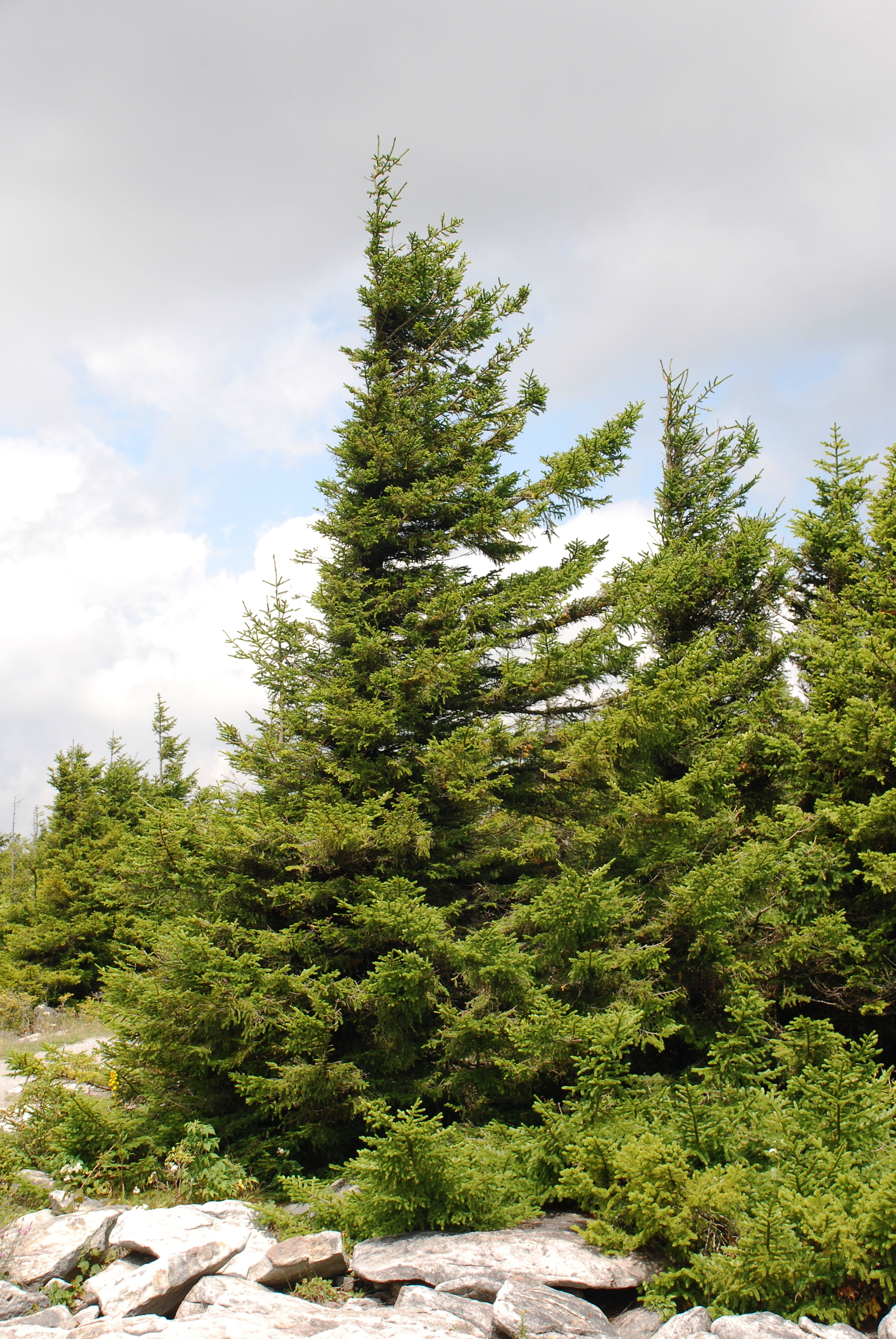
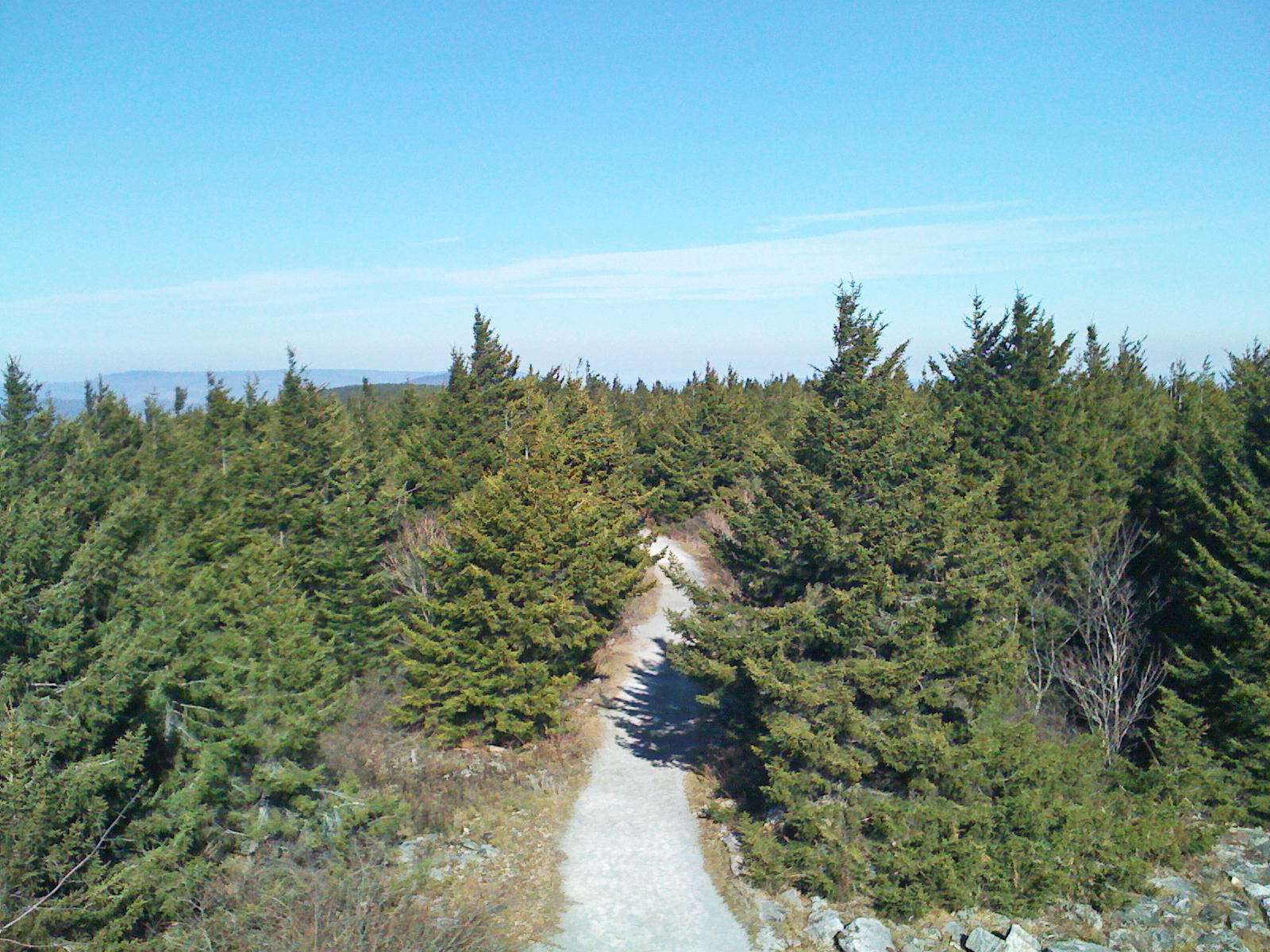
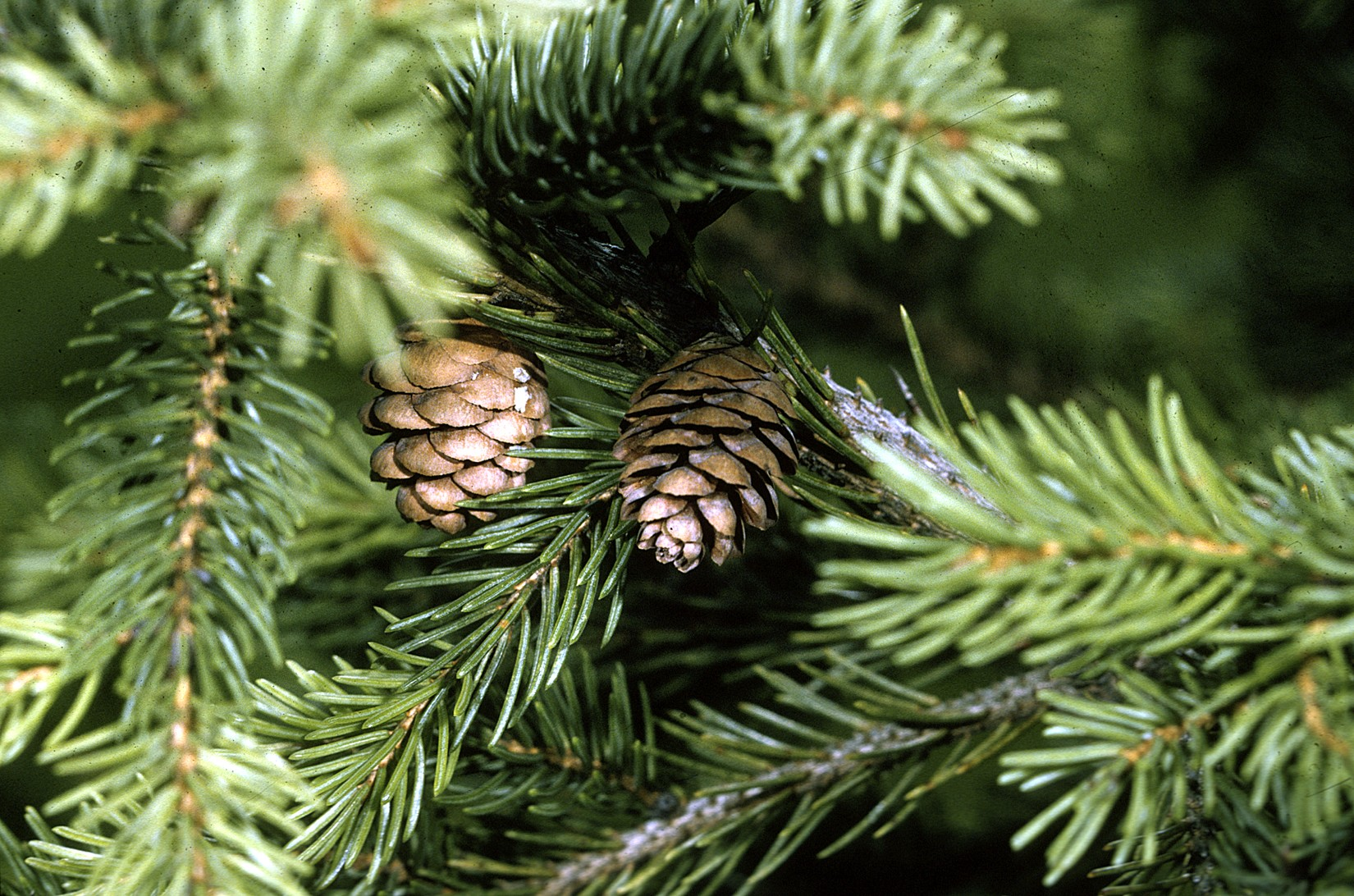

| Соснові | Це незавершена стаття про родину соснові. Ви можете допомогти проєкту, виправивши або дописавши її. |